# Saint-Maurice-des-Champs
Pour les articles homonymes, voir Saint-Maurice.
Saint-Maurice-des-Champs est une commune française située dans le département de Saône-et-Loire, en région Bourgogne-Franche-Comté.

## Géographie
Le Ruisseau de Chirot traverse la commune.

### Climat
Pour des articles plus généraux, voir Climat de la Bourgogne-Franche-Comté et Climat de Saône-et-Loire.
En 2010, le climat de la commune est de type climat océanique dégradé des plaines du Centre et du Nord, selon une étude du Centre national de la recherche scientifique s'appuyant sur une série de données couvrant la période 1971-2000. En 2020, Météo-France publie une typologie des climats de la France métropolitaine dans laquelle la commune est dans une zone de transition entre le climat océanique altéré et le climat océanique altéré et est dans la région climatique Bourgogne, vallée de la Saône, caractérisée par un bon ensoleillement (1 900 h/an), un été chaud (18,5 °C), un air sec au printemps et en été et des vents faibles.
Pour la période 1971-2000, la température annuelle moyenne est de 10,3 °C, avec une amplitude thermique annuelle de 17,3 °C. Le cumul annuel moyen de précipitations est de 891 mm, avec 11,8 jours de précipitations en janvier et 7,6 jours en juillet. Pour la période 1991-2020, la température moyenne annuelle observée sur la station météorologique de Météo-France la plus proche, « Mt-Saint-Vincent », sur la commune de Mont-Saint-Vincent à 11 km à vol d'oiseau, est de 10,4 °C et le cumul annuel moyen de précipitations est de 891,2 mm. 
La température maximale relevée sur cette station est de 37,6 °C, atteinte le 12 août 2003 ; la température minimale est de −21,1 °C, atteinte le 10 février 1956,,.
Les paramètres climatiques de la commune ont été estimés pour le milieu du siècle (2041-2070) selon différents scénarios d'émission de gaz à effet de serre à partir des nouvelles projections climatiques de référence DRIAS-2020. Ils sont consultables sur un site dédié publié par Météo-France en novembre 2022.

## Urbanisme

### Typologie
Au 1er janvier 2024, Saint-Maurice-des-Champs est catégorisée commune rurale à habitat très dispersé, selon la nouvelle grille communale de densité à sept niveaux définie par l'Insee en 2022.
Elle est située hors unité urbaine et hors attraction des villes,.

### Occupation des sols
L'occupation des sols de la commune, telle qu'elle ressort de la base de données européenne d’occupation biophysique des sols Corine Land Cover (CLC), est marquée par l'importance des territoires agricoles (58,1 % en 2018), une proportion identique à celle de 1990 (58,1 %). La répartition détaillée en 2018 est la suivante : prairies (51,2 %), forêts (41,9 %), zones agricoles hétérogènes (7 %). L'évolution de l’occupation des sols de la commune et de ses infrastructures peut être observée sur les différentes représentations cartographiques du territoire : la carte de Cassini (XVIIIe siècle), la carte d'état-major (1820-1866) et les cartes ou photos aériennes de l'IGN pour la période actuelle (1950 à aujourd'hui).

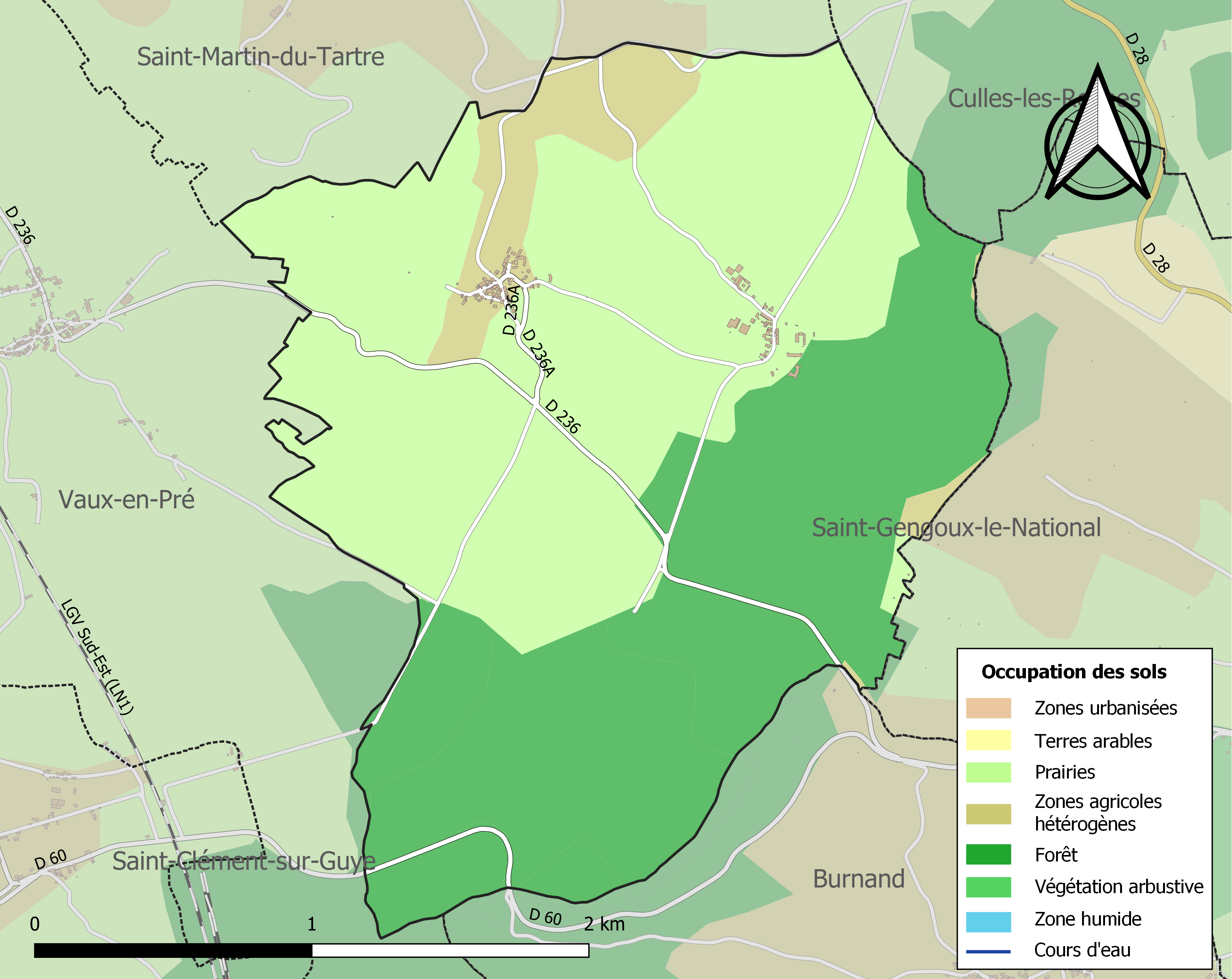
Carte des infrastructures et de l'occupation des sols de la commune en 2018 (CLC).

## Histoire
En 1789, le village est provisoirement baptisé Champs des Bois par les révolutionnaires.

## Politique et administration
Depuis 2015, Saint-Maurice-des-Champs est dans le canton de Givry (N° 17) du département Saône-et-Loire. Avant la réforme des départements, Saint-Maurice-des-Champs était dans le canton N° 4 de Buxy.
Saint-Maurice-des-Champs appartient à la 5e circonscription législative de Saône-et-Loire. Le député à l'Assemblée nationale est Christophe Sirugue (parti socialiste) élu au 2e tour avec un score de 59,26 %.
| Période                                  | Période                  | Identité          | Étiquette | Qualité |
| ---------------------------------------- | ------------------------ | ----------------- | --------- | ------- |
| Les données manquantes sont à compléter. |                          |                   |           |         |
| mars 2001                                | mars 2008                | Christiane Voisin |           |         |
| mars 2008                                | 5 janvier 2010           | Céline Verjux     |           |         |
| 5 janvier 2010                           | 28 mars 2014             | Michel Voisin     |           |         |
| 28 mars 2014                             | En cours (au avril 2014) | Roger Plantin     |           |         |

## Démographie

Les vignobles de la côte chalonnaise.

L'évolution du nombre d'habitants est connue à travers les recensements de la population effectués dans la commune depuis 1793. Pour les communes de moins de 10 000 habitants, une enquête de recensement portant sur toute la population est réalisée tous les cinq ans, les populations de référence des années intermédiaires étant quant à elles estimées par interpolation ou extrapolation. Pour la commune, le premier recensement exhaustif entrant dans le cadre du nouveau dispositif a été réalisé en 2004.

En 2022, la commune comptait 65 habitants, en évolution de +3,17 % par rapport à 2016 (Saône-et-Loire : −1,06 %, France hors Mayotte : +2,11 %).
| 1793 | 1800 | 1806 | 1821 | 1831 | 1836 | 1841 | 1846 | 1851 |
| ---- | ---- | ---- | ---- | ---- | ---- | ---- | ---- | ---- |
| 241  | 266  | 263  | 232  | 237  | 232  | 204  | 208  | 193  |

| 1856 | 1861 | 1866 | 1872 | 1876 | 1881 | 1886 | 1891 | 1896 |
| ---- | ---- | ---- | ---- | ---- | ---- | ---- | ---- | ---- |
| 206  | 183  | 178  | 182  | 196  | 195  | 191  | 201  | 186  |

| 1901 | 1906 | 1911 | 1921 | 1926 | 1931 | 1936 | 1946 | 1954 |
| ---- | ---- | ---- | ---- | ---- | ---- | ---- | ---- | ---- |
| 188  | 174  | 165  | 134  | 130  | 114  | 101  | 67   | 78   |

| 1962 | 1968 | 1975 | 1982 | 1990 | 1999 | 2004 | 2006 | 2009 |
| ---- | ---- | ---- | ---- | ---- | ---- | ---- | ---- | ---- |
| 87   | 95   | 68   | 81   | 66   | 52   | 56   | 58   | 61   |

| 2014 | 2019 | 2022 | - | - | - | - | - | - |
| ---- | ---- | ---- | - | - | - | - | - | - |
| 61   | 62   | 65   | - | - | - | - | - | - |

## Culture locale et patrimoine

### Lieux et monuments
- Le château de la Rochette.
- L'église Saint-Maurice, remarquable par son portail du XIIe siècle, protégé au titre des Monuments historiques[19]. Celui-ci consiste en un massif de maçonnerie faisant saillie sur le mur et encadrant la porte ; une archivolte, festonnée de petits demi-cercles en creux, retombe sur deux pilastres cannelés et couronnés d'impostes[20]. Le tympan est nu. La corniche est moulurée d'un cavet, orné d'oves en creux au-dessus de la clef de voûte. Cette église fut donnée par Manassès, archevêque d'Arles, à l'abbaye de Cluny en 948. Mais, dans son ensemble, l'édifice est du XIIe siècle. Des réparations importantes ont été réalisées entre 1854 et 1860[21]. L'église est entourée du cimetière. Elle possède une nef unique. Elle est éclairée par trois fenêtres.

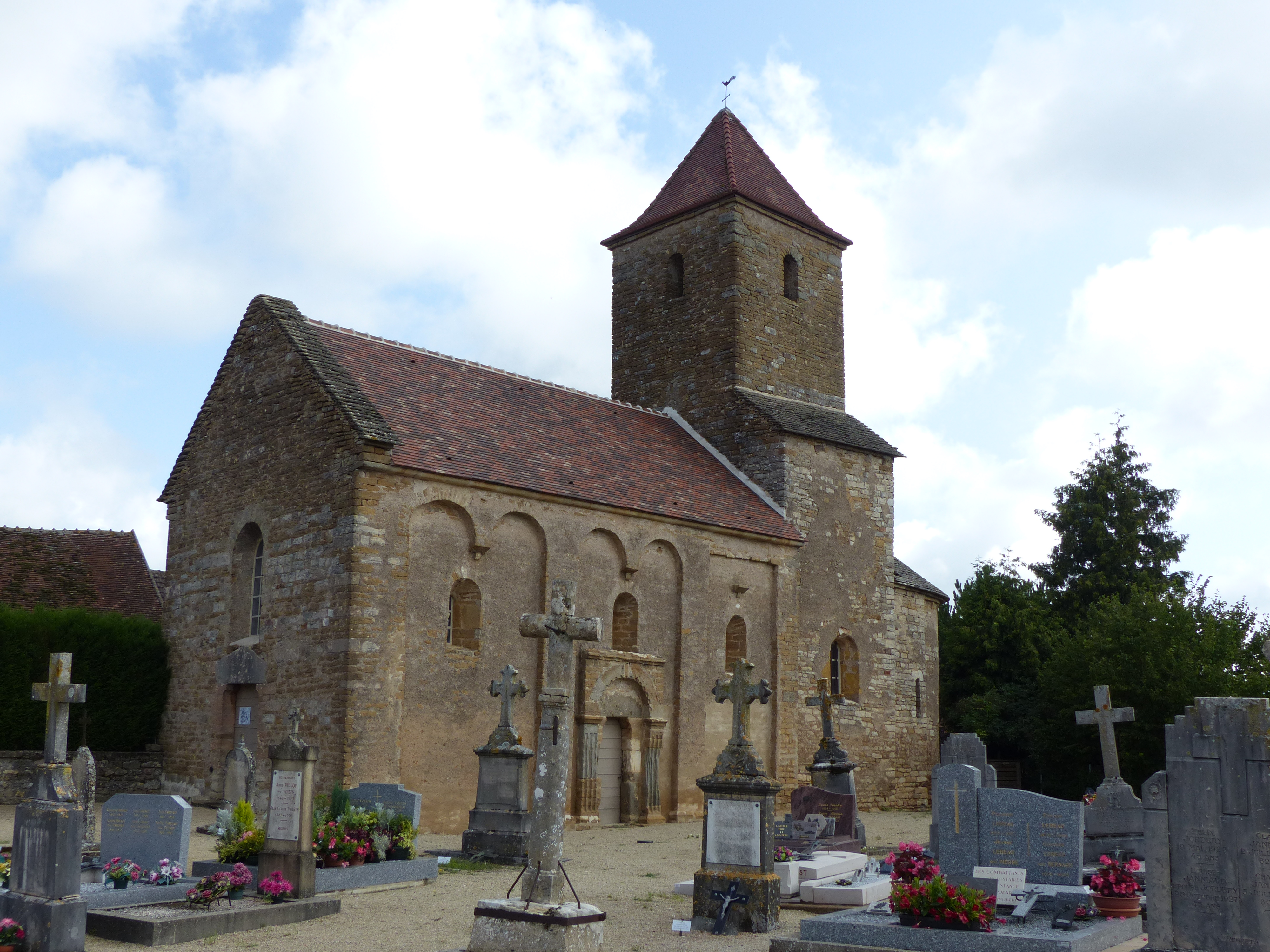
Vue de l'église entourée du cimetière.
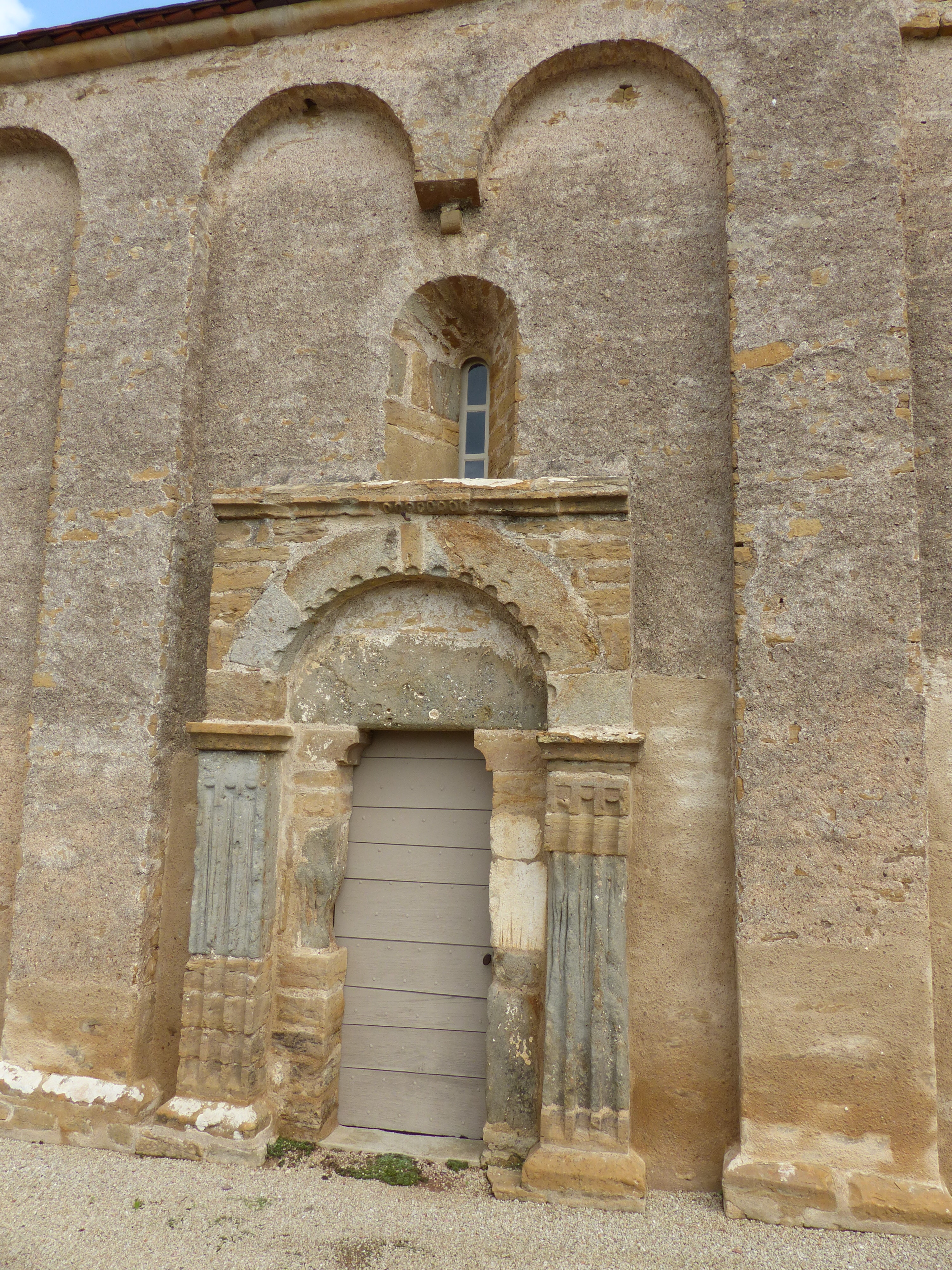
Le portail latéral de l'église.

## Pour approfondir